# Kali Berau
Kali Berau is een bestuurslaag in het regentschap Musi Banyuasin van de provincie Zuid-Sumatra, Indonesië. Kali Berau telt 2025 inwoners (volkstelling 2010).